# Gyömrői járás
A Gyömrői járás Pest-Pilis-Solt-Kiskun vármegyéhez tartozó járás volt Magyarországon. 1913 és 1950 között működött, nyolc nagyközség tartozott hozzá, székhelye Gyömrő volt.

## Fekvése
A Gyömrői járást nyolc község alkotta: Ecser, Gyömrő, Maglód, Mende, Péteri, Tápiósáp, Tápiósüly és Úri.
A járás területét északról a Gödöllői, keletről a Nagykátai és délről a Monori járás határolta.
A Gyömrői járás területnagysága, népessége és a hozzá tartozó községek száma alapján a kisebbek közé tartozott az országban, népsűrűsége viszont viszonylag magas volt. Népessége, gazdasága és infrastruktúrája Budapest közelségének köszönhetően gyorsan fejlődött, azonban távolsága miatt nem kapcsolódott be a formálódó budapesti agglomerációba, falusias jellegét mindvégig megőrizte, bár maga Gyömrő jellegzetes vasutasfalu volt.

## Története
A Gyömrői járást 1913-ban szervezték. Ezt megelőzően az ide beosztott községek mindegyike a Monori járáshoz tartozott.
Az 1910-es évek elején Pest-Pilis-Solt-Kiskun vármegye járási beosztását jelentősen megváltoztatták Budapest környékén, ugyanis 1910-re a főváros vonzáskörzetének gyors népességnövekedése miatt több járás (a Gödöllői, Monori és Ráckevei) népessége is százezer fő körüli lett. Ezért került sor ezek területéből az Aszódi, a Gyömrői és a Kispesti járások megszervezésére 1911 és 1913 között. Közülük utolsóként a Gyömrői járás megalakítását 1913. március 2-án, 9,335. számú rendeletével engedélyezte a belügyminiszter az addig a Monori járáshoz tartozó nyolc községből, Gyömrő székhellyel. Az új járás főszolgabírói hivatala 1913. évi július 1-jén kezdte meg működését.
A járás megszűnésére az 1950-es járásrendezés során kerül sor, teljes területét ismét a Monori járásba olvasztották be. Mivel ekkor az Abonyi járás székhelyének Ceglédre helyezésével egyidejűleg a Ceglédi járáshoz csatolták a Monori járás négy, Cegléd közelében fekvő községét, ezért az átlagosnál jóval kisebb Gyömrői járást úgy lehetett visszaolvasztani a Monori járásba, hogy az nem nőtt túlzottan nagy méretűre. Ezt az átszervezést az is indokolta, hogy a megelőző évtizedekben Gyömrő járási székhelyként sem gyarapodott jelentős központi funkciókkal.

## Területe és népessége
Az alábbi táblázat a Gyömrői járás területének és népességének változását mutatja be. Az első rovat a járás területnagyságát mutatja, a további rovatok az oszlopfejlécben jelzett népszámlálás adatai szerint talált népességszámot adják meg ezer főre kerekítve.
Az eltérő színezéssel kijelölt adatok mutatják meg az egyes népszámlálásokkor érvényes közigazgatási beosztásnak megfelelő adatokat, vagyis azokat a népszámlálásokat, amikor a járás létezett.